# Ordūkhān Kandī
Ordūkhān Kandī (persiska: اردوخان كندی) är en ort i Iran.   Den ligger i provinsen Ardabil, i den nordvästra delen av landet, 500 km nordväst om huvudstaden Teheran. Ordūkhān Kandī ligger 1 182 meter över havet och antalet invånare är 175.
Terrängen runt Ordūkhān Kandī är platt åt sydost, men åt nordväst är den kuperad.Runt Ordūkhān Kandī är det ganska tätbefolkat, med 56 invånare per kvadratkilometer. Närmaste större samhälle är Māzāfā, 6,4 km väster om Ordūkhān Kandī. Trakten runt Ordūkhān Kandī består i huvudsak av gräsmarker.